# トランスネット (南アフリカ)
トランスネット株式会社（英語: Transnet Ltd.）は、南アフリカ共和国ハウテン州ヨハネスブルグ市都市圏に本社を置く、鉄道・港湾管理・パイプライン輸送を営む企業である。

## 概要
南アフリカ政府が全額出資する株式会社（公社）である。当初は国営企業としての要素が強かったが、アパルトヘイト廃止後の1994年以降、アフリカ諸国の鉄道会社などに相次いで出資し、世界有数の鉄道会社に成長した。

## 歴史
南アフリカでは20世紀初頭に鉄道網の全国展開が達成され、小規模の鉄道会社は吸収合併を繰り返して大半が国有化された。1910年の南アフリカ連邦の成立に伴い、4つの地方に分かれていた鉄道網を統一し、南アフリカ鉄道・港湾庁（英語: South African Railways and Harbours, "SAR&H"）を設立、鉄道・港湾管理などの物流事業は政府の直轄事業として形成された。
1970年代に入り、政府内部で直轄事業の再編成が議論されるようになり、1981年に南アフリカ輸送サービス（英語: South African Transport Services, "SATS"）として国営企業に転換された。その後も鉄道・港湾事業の地位に関する議論は続けられ、1989年、政府が全額出資して株式会社化することで合意を得た。それにしたがって1990年4月、トランスネットが創設された。トランスネット設立に伴い鉄道事業は『スポールネット』のブランド名で事業を行っていた。2007年のグループ再編に伴ってグループ事業はすべて「トランスネット」の名称で行うこととなった。

### 沿革
- 1910年 - 南アフリカ鉄道・港湾庁設立。
- 1981年
  - 4月1日 - 南アフリカ輸送サービス設立。
- 1990年
  - 4月1日 - トランスネット株式会社設立。
- 2007年
  - 4月1日 - グループ企業を5社に再編。『スポールネット』を『トランスネット』の名称に統一する。

## 関連企業
- トランスネット全国港湾管理公社
- トランスネット・ポートターミナル
- トランスネット・レールエンジニアリング
- トランスネットパイプライン
- トランスネット輸送鉄道